# 塔德馬伊特
36°45′N 3°54′E / 36.750°N 3.900°E

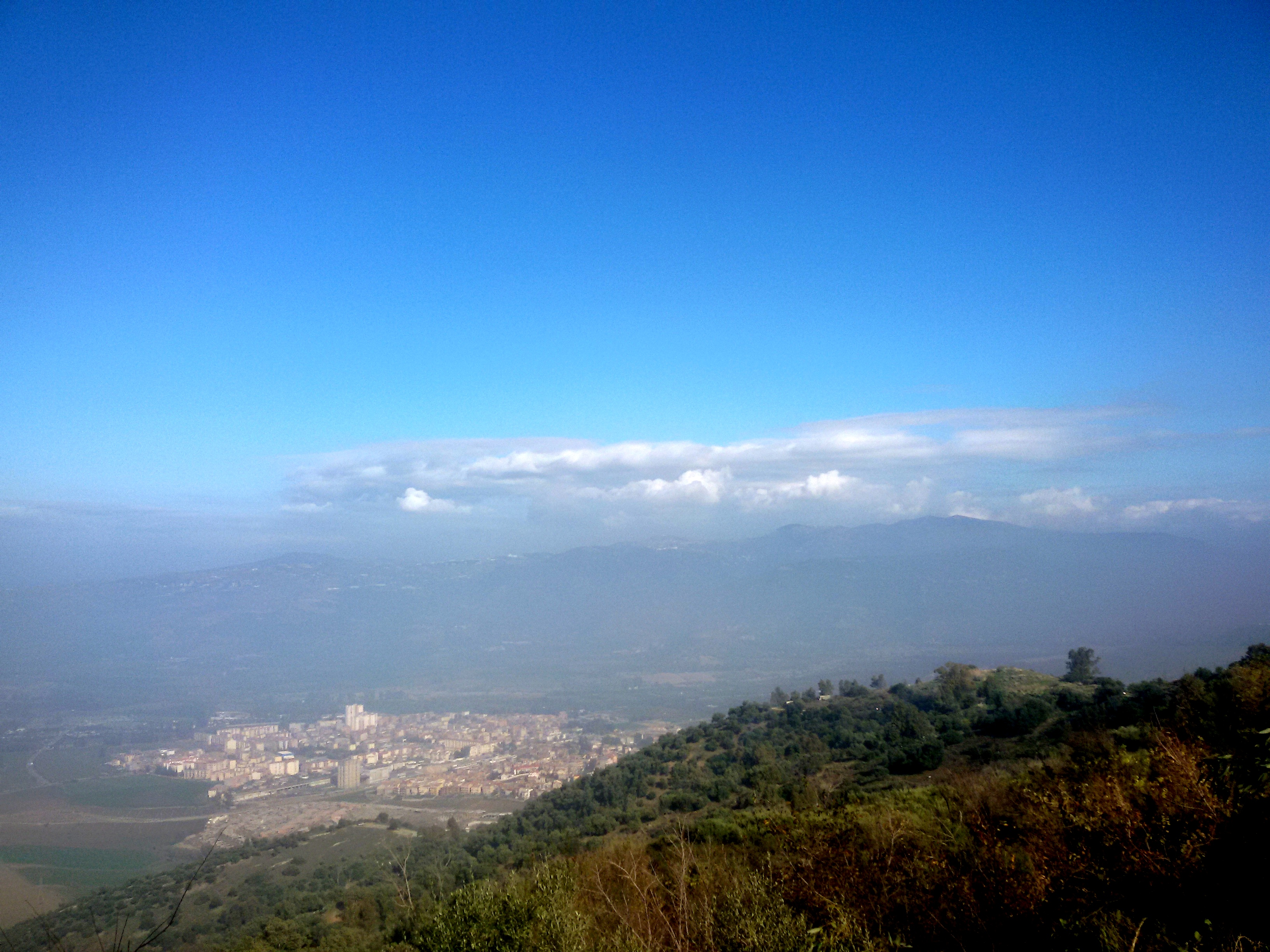
塔德馬伊特

塔德馬伊特（阿拉伯语：‎），是阿爾及利亞的城鎮，位於該國北部提濟烏祖省，由德拉本海達區負責管轄，面積64平方公里，2008年人口22,838，人口密度每平方公里359人。